# 바랑키야

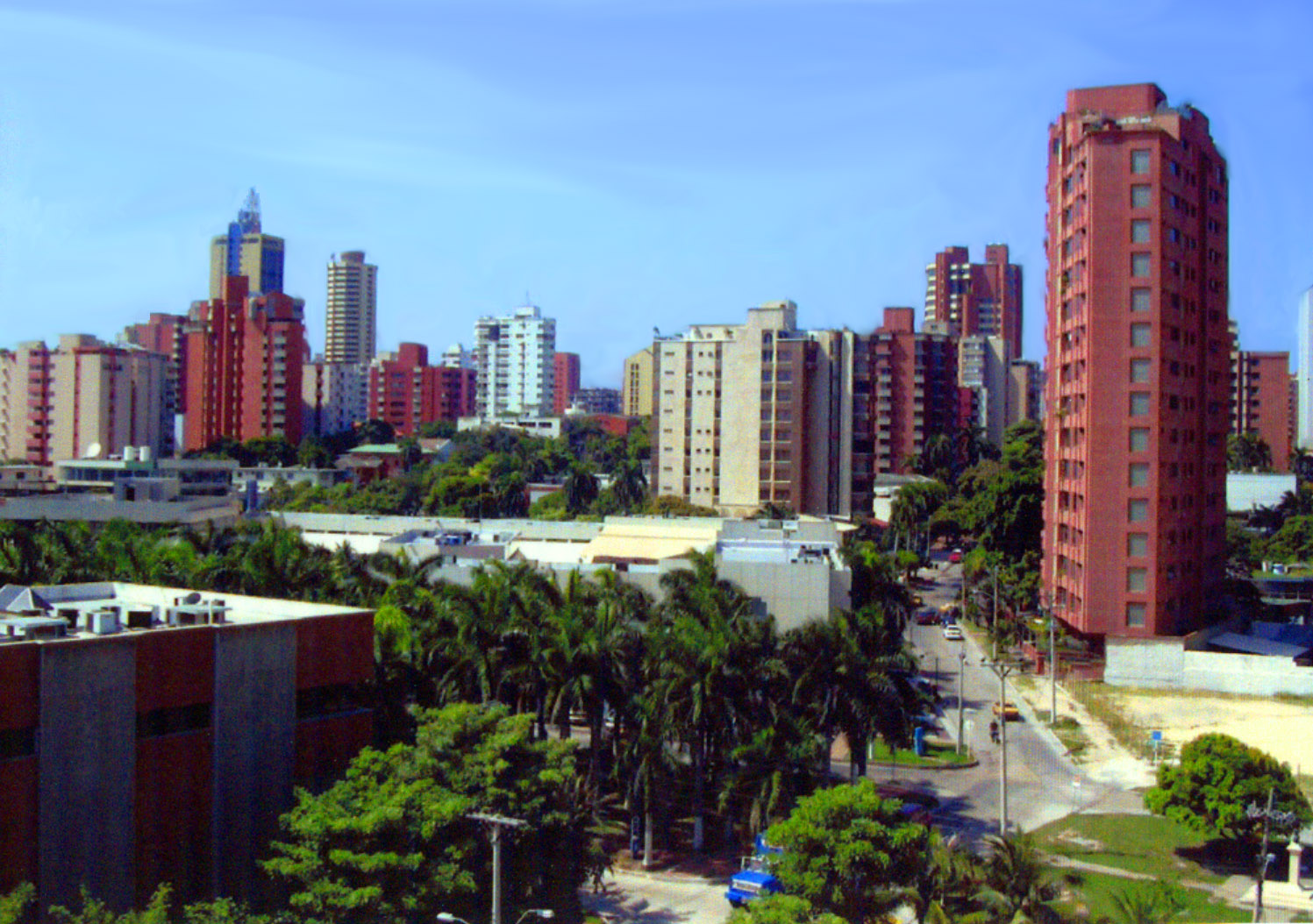
바랑키야

바랑키야(스페인어: Barranquilla)는 콜롬비아 북부 아틀란티코 주의 주도이다. 인구 1,113,016(2005). 마그달레나강(막달레나강) 하구, 카리브해 연안에 위치한다. 콜롬비아 최대의 항구도시이며, 콜롬비아 제4의 도시이기도 하다.
17세기 스페인 식민지 시대에 건설되었으나, 열대의 저지대에 위치하여 오랫동안 별다른 발전이 없었다. 20세기 들어 항구 시설이 정비되고 철도가 연결되면서 무역항으로 급격히 발전하기 시작하여 콜롬비아 최대의 항구도시가 되었다. 다양한 공업이 이루어지는 공업도시이며, 항구는 교역량이 상당히 많다. 콜롬비아 북부 해안지방의 중심지이다.

## 관광
바랑키야는 대도시이고 주로 산업도시라서, 세계 각국의 사업가나 출장객들의 왕래가 잦으나, 관광에 있어서 가장 주요한 볼거리는 바랑키야 축제(Carnaval de Barranquilla)이다. 이 축제는 재의 수요일 전에 4일간 열린다. 2003년 11월, 유네스코는 이 축제를 "구전 및 무형의 인류의 유산의 걸작" 28개 중 하나로 선포하였다.
현지 주민과 콜롬비아 사람들은 바랑키야를 보통 "쿠람바"(Curramba, 낱말 놀이에서 쿠람바는 "축제"를 뜻한다.), "콜롬비아로 가는 황금 문"(Puerta de Oro de Colombia)이라고 부르기도 한다. 바랑키야가 막달레나강의 삼각주에 있어, 콜롬비아에서 대서양으로 향하는 가장 중요한 상업 항구가 되었기 때문이다.
바랑키야 주민들은 바랑키예로스(Barranquilleros)라 하는데, 외향적이고 친근한 태도 및 편안한 행동을 특징으로 한다. 또한 바랑키야 주민들은 긍정적이고 열린 마음을 가졌으며, 목표가 직접적이고 근면한 태도를 보인다.
관광객들은 보통 항공편으로 이 도시에 도착한다. 에르네스토 코르티소스(Ernesto Cortissoz) 공항이 도시 남쪽 멀리에 위치한다. 공항에서 도심까지는 택시로 약 8~12 미국 달러가 소요된다. 국제노선으로는 마이애미와 파나마 시로 가는 노선이 있고, 국내노선으로는 보고타, 메데인, 칼리 등이 있다. 공항 렌터카는 허츠(Hertz )와 내셔널 카 렌탈(National Car Rental)이 콜롬비아 국외에서 예약이 가능하다.

## 인구
| 연도                   | 인구      | ±%      |
| ---------------------- | --------- | ------- |
| 1905                   | 38,555    | —       |
| 1938                   | 150,395   | +290.1% |
| 1951                   | 279,627   | +85.9%  |
| 1964*                  | 498,301   | +78.2%  |
| 1973*                  | 703,488   | +41.2%  |
| 1985*                  | 899,781   | +27.9%  |
| 1993*                  | 1,026,370 | +14.1%  |
| 2005*                  | 1,112,889 | +8.4%   |
| 2018*                  | 1,206,319 | +8.4%   |
| 출처: * Census by DANE |           |         |

## 기후
| 월                                                                | 1월          | 2월         | 3월          | 4월          | 5월          | 6월          | 7월          | 8월          | 9월          | 10월         | 11월         | 12월         | 연간         |
| ----------------------------------------------------------------- | ------------ | ----------- | ------------ | ------------ | ------------ | ------------ | ------------ | ------------ | ------------ | ------------ | ------------ | ------------ | ------------ |
| 역대 최고 기온 °C (°F)                                            | 38.2 (100.8) | 37.6 (99.7) | 37.8 (100.0) | 39.5 (103.1) | 39.3 (102.7) | 39.8 (103.6) | 39.2 (102.6) | 39.0 (102.2) | 38.4 (101.1) | 38.6 (101.5) | 38.4 (101.1) | 39.5 (103.1) | 39.8 (103.6) |
| 일평균 최고 기온 °C (°F)                                          | 31.3 (88.3)  | 31.6 (88.9) | 32.1 (89.8)  | 32.9 (91.2)  | 33.3 (91.9)  | 33.0 (91.4)  | 32.7 (90.9)  | 33.2 (91.8)  | 32.6 (90.7)  | 32.2 (90.0)  | 31.9 (89.4)  | 31.5 (88.7)  | 32.3 (90.1)  |
| 일일 평균 기온 °C (°F)                                            | 26.5 (79.7)  | 26.7 (80.1) | 27.0 (80.6)  | 27.5 (81.5)  | 28.1 (82.6)  | 28.1 (82.6)  | 27.9 (82.2)  | 27.9 (82.2)  | 27.6 (81.7)  | 27.2 (81.0)  | 27.4 (81.3)  | 26.9 (80.4)  | 26.9 (80.4)  |
| 일평균 최저 기온 °C (°F)                                          | 23.4 (74.1)  | 23.7 (74.7) | 24.1 (75.4)  | 24.7 (76.5)  | 24.9 (76.8)  | 24.8 (76.6)  | 24.6 (76.3)  | 24.5 (76.1)  | 24.1 (75.4)  | 23.9 (75.0)  | 24.0 (75.2)  | 23.8 (74.8)  | 24.2 (75.6)  |
| 역대 최저 기온 °C (°F)                                            | 18.0 (64.4)  | 18.0 (64.4) | 18.8 (65.8)  | 18.8 (65.8)  | 18.0 (64.4)  | 20.5 (68.9)  | 19.4 (66.9)  | 20.9 (69.6)  | 20.0 (68.0)  | 14.9 (58.8)  | 18.5 (65.3)  | 19.5 (67.1)  | 14.9 (58.8)  |
| 평균 강수량 mm (인치)                                             | 1 (0.0)      | 0 (0)       | 1 (0.0)      | 24 (0.9)     | 116 (4.6)    | 85 (3.3)     | 67 (2.6)     | 107 (4.2)    | 154 (6.1)    | 164 (6.5)    | 74 (2.9)     | 27 (1.1)     | 822 (32.4)   |
| 평균 강수일수                                                     | 0            | 0           | 0            | 4            | 9            | 9            | 7            | 10           | 13           | 15           | 8            | 2            | 78           |
| 평균 상대 습도 (%)                                                | 78           | 77          | 76           | 78           | 80           | 81           | 80           | 81           | 83           | 84           | 83           | 80           | 80           |
| 평균 월간 일조시간                                                | 283          | 245         | 241          | 211          | 187          | 194          | 217          | 208          | 166          | 167          | 191          | 252          | 2,561        |
| 출처: Instituto de Hidrologia Meteorologia y Estudios Ambientales |              |             |              |              |              |              |              |              |              |              |              |              |              |